# Positief enkelstrengs RNA-virus
Een positief enkelstrengs RNA-virus of positief enkelstrengig RNA-virus, afgekort (+)ssRNA-virus, is een RNA-virus dat als genetisch materiaal ‘positieve’, enkelvoudige strengen ribonucleïnezuur (RNA) heeft. De ruimere groep van enkelstrengige RNA-virussen wordt als positieve of negatieve virussen geclassificeerd aan de hand van de zogenaamde sense, of leesrichting van het RNA.
Het genoom van een positief enkelstrengig RNA-virus kan direct dienen als messenger-RNA (mRNA) voor de codering van eiwitten (proteïne) in een gastheercel, de eiwitsynthese. De term 'positief' verwijst dan ook naar de overeenkomst met de leesvolgorde van gewoon mRNA, analoog aan de tegenstelling tussen positief en negatief in de fotografie.
Positief enkelstrengige RNA-virussen vormen groep IV in de baltimoreclassificatie. 

## Voorbeelden
Positieve RNA-virussen vormen een groot deel van de geïndexeerde virussen, waaronder pathogenen zoals het hepatitis C-virus, westnijlvirus, denguevirus en de SARS- en MERS-coronavirussen, hiernaast zijn ook de klinisch minder gevaarlijke pathogenen zoals het rinovirus, een (+)ssRNA-virus dat verkoudheid veroorzaakt.